# Okrug Braničevo
| Браничевски округ Braničevski Okrug | Браничевски округ Braničevski Okrug |
|                                     |                                     |
| ----------------------------------- | ----------------------------------- |
| Staat:                              | Serbien                             |
| Fläche:                             | 3.865 km²                           |
| Einwohner:                          | 253.492 (2002)                      |
| Hauptstadt:                         | Požarevac                           |

Braničevo (serbisch Браничевски округ, Braničevski okrug) ist ein Verwaltungsbezirk im Nordosten des serbischen Kernlands. Die Bevölkerungszahl im gesamten Bezirk beträgt 253.492 Einwohner.
Der Hauptverwaltungssitz ist in der Stadt Požarevac, die eine große Anzahl von Kommunikations- und Verwaltungsaufgaben leistet. Bei Požarevac befindet sich auch ein großer Verkehrs- und Autobahnknotenpunkt.

## Gemeinden
Der Bezirk umfasst folgende Gemeinden (opštine):
- Požarevac
- Veliko Gradište
- Golubac
- Žabari
- Žagubica
- Kučevo
- Malo Crniće
- Petrovac na Mlavi

## Flüsse
- Donau
- Morava
- Mlava
- Pek
- Ružica

## Größte Siedlungen
(Stand: Volkszählung 2002)
| Ortsname          | kyrillisch      | Einwohner |
| ----------------- | --------------- | --------- |
| Požarevac         | Пожаревац       | 41.876    |
| Kostolac          | Костолац        | 9.389     |
| Petrovac na Mlavi | Петровац        | 7.739     |
| Veliko Gradište   | Велико Градиште | 5.680     |
| Kučevo            | Кучево          | 4.526     |
| Žagubica          | Жагубица        | 2.826     |
| Neresnica         | Нересница       | 2.355     |
| Lučica            | Лучица          | 2.306     |
| Laznica           | Лазница         | 2.051     |
| Porodin           | Породин         | 2.020     |
| Melnica           | Мелница         | 1.973     |
| Krepoljin         | Крепољин        | 1.696     |

## Geschichte
Mitte des 19. Jahrhunderts, in der Zeit der serbischen Emanzipation, wurden Požarevac und Kragujevac zum Zweitamtssitz des damaligen Prinzen Miloš Obrenović. Er hat auch zu dieser Zeit eine Anzahl von Monumenten in Požarevac errichten lassen, die seiner gedenken.
Požarevac: 
- Kirche 1819
- Palast 1825
- Marktplatz 1827
- Ljubičevo – Rennpferdzucht und Veranstaltungsort 1860

## Kultur

Viminacium (Kostolac)

Wichtige Museen und Galerien in Požarevac:
- Das Nationalmuseum (zweitältestes in Serbien nach Belgrad)
- Der archäologische Park der untergegangenen römischen Stadt Viminatium (Kostolac, Umgebung Požarevac)
- Die Nationalbibliothek in Požarevac (seit 1847)
- Etno Park Tulba (einzigartiges Freiluftmuseum)
- Gemäldegalerie von Milena Pavlović-Barili (eine angesehene, surrealistische Künstlerin und Poetin).

1842 wurde in Požarevac William Shakespeares Meisterwerk „Romeo und Julia“ erstmals auf dem Balkan aufgeführt.

## Wirtschaft
Fast alle Unternehmen konzentrieren sich auf die Städte Požarevac und Umgebung. Der bekannteste Industriegigant ist das Landwirtschaftlich-Industrielle Kombinat Požarevac, das eine große Anzahl von Arbeitern beschäftigt und ein Viertel des Nahrungsmittelbedarfs Serbiens deckt.

### Wirtschaftliche Schwerpunkte
Die Schwerpunkte der Wirtschaft liegen in den Bereichen:
- Landwirtschaft
- Lebensmittelherstellung
- Stromerzeugung (Elektro Morava)
- Rohölabbau und Verarbeitung
- Tourismus: Ljubičevo, Srebrno Jezero (Silberner See), Golubački Grad (Innenstadt Golubac), Ceremosnja

### Rohstoffabbau
Die in Požarevac und Umgebung abgebauten Rohstoffe sowie Mineralwasser werden auch in alle umliegenden Bezirke sowie nach Rumänien exportiert.
- Kohle
- Rohöl
- Mineralien